# Chancolom
Chancolom es una localidad del estado mexicano de Chiapas. Es parte del municipio de San Juan Cancuc.

## Demografía
| Gráfica de evolución demográfica |
|                                  |

| Censo | Población |
| ----- | --------- |
| 1950  | 135       |
| 1960  | 200       |
| 1970  | —         |
| 1980  | 733       |
| 1990  | 962       |
| 2000  | 1 138     |
| 2010  | 1 132     |
| 2020  | 1 140     |